# Bernie Leadon
Bernard Mathew "Bernie" Leadon III, ameriški glasbenik, kitarist, tekstopisec in skladatelj, * 19. julij 1947, Minneapolis, Minnesota, Združene države Amerike. 
Bernie Leadon je ameriški glasbenik in tekstopisec, najbolj znan kot ustanovni član glasbene skupine Eagles. Pred Eaglesi je bil Leadon član treh pionirskih in vplivnih country rock skupin, »Hearts & Flowers«, »Dillard & Clark« in »The Flying Burrito Brothers«. Leadon je multi-instrumentalist.
Njegova kariera po odhodu iz skupine Eagles je bila padajoča. Kot solist je izdal dva albuma v vmesnem razmiku 27 let. Kot studijski glasbenik je Leadon sodeloval pri številnih albumih drugih izvajalcev.

## Zgodnja kariera
Bernard Mathew Leadon III je bil rojen v Minneapolisu očetu Dr. Bernardu Leadonu in materi Ann Teresa Sweetser Leadon, ki sta bila pobožna rimokatoliška starša desetih otrok. Njegov oče je bil vesoljski inženir in jedrski fizik. Zaradi službenih dolžnosti se je z družino veliko selil po ZDA. Družina je ljubila glasbo in Bernie je že v svojih zgodnjih letih pričel poslušati folk in bluegrass glasbo. Kasneje je obvladal 5-strunski banjo, mandolino in akustično kitaro.
Kot mlad najstnik se je z družino preselil v San Diego, kjer je spoznal glasbenika Eda Douglasa in Larryja Murrayja, ki sta igrala v lokalni bluegrass zasedbi »The Scottsville Squirrel Barkers«. Barkersi so se izkazali za bodoče kalifornijske country rock talente, vključno z 18-letnim mandolinistom Chrisom Hillmanom, s katerim je Leadon sklenil tesno prijateljstvo. Barkersi so leta 1963, po odhodu banjonista Kennyja Wertza v vojsko, Leadona povabili v skupino.
Leadonovo sodelovanje z Barkersi ni trajalo dolgo. Konec leta 1963 se je njegova družina preselila v Gainesville, Florida, kjer je njegov oče sprejel službo profesorja vesoljskega inženirstva na Univerzi Floride. Leadon je začel obiskovati srednjo šolo v Gainesvillu, kjer je srečal in spoznal sošolca in kasnejšega solo kitarista skupine Eagles, Dona Felderja. Felderjeva skupina »The Continentals« je ravno izgubila kitarista in kasnejšo zvezdo skupin Buffalo Springfield in Crosby, Stills, Nash & Young, Stephena Stillsa. Po Leadonovem prihodu v skupino, je preimenovana skupina »Maundy Quintet«, ki je nastopala v okolici, si včasih delila oder s kasnejšo legendo Gainesvilla, Tomom Pettyjem in njegovo skupino »The Epics«, kjer je igral tudi Berniejev brat, Tom Leadon.
Povabilo s strani nekdanjega Barkersa Larryja Murrayja leta 1967, da bi se mu Leadon pridružil pri njegovi novi psihedelični, country-folk skupini »Hearts & Flowers«, je bilo dovolj, da se je Leadon preselil v Kalifornijo, kjer je kmalu postal del L.A. folk/country rock scene. S skupino je Leadon posnel en studijski album Of Horses, Kids and Forgotten Women, ki je izšel pri založbi Capitol Records. Album je postal lokalni hit, vendar se kljub temu ni požel uspeha na lestvicah. Zaradi pomanjkanja poguma je skupina leta 1968 razpadla.

### Dillard & Clark
Konec leta 1968 se je Leadon spoprijateljil z legendo bluegrassa in banja, Dougom Dillardom. Med jam sessioni s prizanim tekstopiscem Genom Clarkom se je porodila ideja o tesnejšim sodelovanjem med Dillardom in Clarkom. Tako je nastala skupina »Dillard & Clark«, ki je izvajala predvsem country rock, ki je v naslednjem desetletju dominiral na losangeleški glasbeni sceni. Leta 1968 je skupina posnela vplivni album The Fantastic Expedition of Dillard & Clark. Na albumu lahko slišimo Leadonove spremljevalne vokale in impresivno multi-instrumetalno delo. Album vsebuje nekaj skladb, katerih soavtor je Clark, najbolj znana je skladba »Train Leaves Here This Morning«, ki jo je kasneje posnela skupina Eagles.

### The Flying Burrito Brothers
Leadon je leta 1969 zapustil skupino Dillard & Clark. Povezal se je z nekdanjim članom Squirrel Barkerjev, Chrisom Hillmanom, ki ga je povabil v skupino The Flying Burrito Brothers, ki jo je Hillman ustanovil leto prej skupaj z Gramom Parsonsom. Leadon je s skupino posnel dva albuma: Burrito Deluxe in The Flying Burrito Bros. Po drugem izdanem albumu, se je Leadon naveličal pomanjkanja komercialnega uspeha skupine in je zato zapustil skupino, da bi lahko poleti igral s tremi glasbeniki v spremljevalni skupini Linde Ronstadt. S to skupino, ki je kasneje postala skupina Eagles, je Leadon dvignil svojo kariero in zvrst country rocka v višave.

## Eagles
Leadon je bil zadnji član, ki se je pridružil Eaglesom, ki so jih ustanovili kitarist in pevec Glenn Frey, bobnar in pevec Don Henley ter nekdanji basist in pevec skupine Poco, Randy Meisner. Leadon je večkrat omenjen kot odločilni faktor, ki je skupino na začetku usmeril v country rock, v skupino pa je tudi prinesel senzibilnosti countryja, bluegrassa in akustike.
Po izidu debitantskega albuma skupine, Eagles se je skupina soočila s skorajšnjim uspehom, predvsem zaradi hit singlov »Take It Easy«, »Peaceful Easy Feeling« in »Witchy Woman«, kjer lahko slišimo Leadonov talent za električno kitaro, banjo, B-Bender in harmonijo vokalov. Njihov naslednji album Desperado je še en močan country rock dosežek, z izstopajočima skladbama »Tequila Sunrise« in »Desperado«. Leadon je imel pri albumu pomembno vlogo, vendar se je soočil z mlačnimi kritikami in skromnim zanimanjem za album. Kot rezultat se je skupina na svojem tretjem albumu On the Border želela nekoliko oddaljiti od country rocka. Leadon je zato članom skupine predlagal, da bi medse povabili kitarista Dona Felderja. Na albumu je tako izšla Top 10 hit skladba »Already Gone«, pri kateri lahko slišimo trši zvok kitare. Album prav tako vsebuje skladbo »My Man«, ki jo je Leadon napisal v spomin svojemu prijatelju Gramu Parsonsu, ki je leto pred tem umrl zaradi prevelikega odmerka drog.
Z uspehom albuma On the Border in njegovega naslednika One of These Nights je rastla napetost med člani skupine, Leadon pa je postal nezadovoljen zaradi umika skupine od countryja in bluegrassa v stadionski rock. Skupino je zapustil leta 1975 potem, ko je zlil pivo po glavi Glenna Freyja. Kasneje je dejal, da mora ozdraveti in prekiniti s koncertiranjem, snemanjem in uporabo drog.
Po njegovem odhodu iz skupine, je založba Asylum Records izdala kompilacijski album Their Greatest Hits (1971–1975), ki vsebuje uspehe Leadonovega obdobja v skupini in je postal najbolj prodajan album 20. stoletja v ZDA. Leadona je nadomestil nekdanji kitarist in pevec skupine James Gang, Joe Walsh.
Čeprav je dolgo časa veljalo splošno prepričanje, da je Leadon zapustil Eaglese zaradi nezadovoljstva nad usmeritvijo skupine v rock & roll, je Leadon to zanikal in leta 2013 dejal: »To je poenostavitev; 
pomeni, da nisem bil zainteresiran v rock ali blues ali karkoli razen country rock. To preprosto ne drži. Jaz nisem igral le na Fender Telecaster. Igral sem tudi na Gibson Les Paul in užival v rock & rollu. To je razvidno predvsem na zgodnjih albumih.«

## Kasnejša kariera
Po odhodu iz skupine Eagles se je Leadon umaknil s scene, ponovno se je pojavil leta 1977 skupaj z Michaelom Georgiadesom na prvem solo albumu Natural Progressions, pri katerem so sodelovali še basist Brian Garofalo, bobnar Dave Kemper in klaviaturist Steve Goldstein.
Leta 1985 je pod imenom »Ever Call Ready« s Chrisom Hillmanom in Alom Perkinsom posnel istoimenski album s pretežno gospel in bluegrass skladbami. Konec 80. let je krajši čas sodeloval s skupino The Nitty Gritty Dirt Band.
Leta 1993 je postal član skupine »Run C&W«, ki je izvajala bluegrass in je posnela dva albuma pri založbi MCA Records.
Leta 1998 se je Leadon pridružil skupini Eagles v New Yorku pri vključitvi skupine v Rock and roll dvorano slavnih. Vseh sedem trenutnih in nekdanjih Eaglesov je skupaj izvedlo skladbi »Take It Easy« in »Hotel California«.
Leta 2004 je izdal svoj drugi solo album Mirror.
Od leta 2013 do 2015 je Leadon sodeloval na turneji »History of the Eagles« skupine Eagles. Leta 2015 je sodeloval pri tretjem solo albumu producenta Ethana Johnsa, Silver Liner.
Februarja 2016 je Leadon skupaj z Jacksonom Brownejem in preostalimi člani skupine Eagles (Don Henley, Joe Walsh in Timothy B. Schmit) na podelitvi Grammyjev v spomin nedavno preminulemu Glennu Freyju izvedel skladbo »Take It Easy«.

## Zasebno življenje
Njegov brat Tom Leadon je prav tako glasbenik in igra skupaj s Tomom Pettyjem v skupini Mudcrutch.
V 70. letih je bil Leadon v razmerju s Patti Davis, hčerko kasnejšega predsednika ZDA, Ronalda Reagana.
Leadon je bil poročen z žensko Caroline, s katero je imel sina in se je z njo kasneje ločil.
Trenutno živi v Nashvillu, Tennessee, kjer deluje kot studijski glasbenik in producent.

## Skladbe Eaglesov

### Skladbe Eaglesov, pri pisanju katerih je sodeloval Bernie Leadon
- "Train Leaves Here This Morning" z albuma Eagles (soavtor z Genom Clarkom)
- "Earlybird" z albuma Eagles (soavtor z Randyjem Meisnerjem)
- "Witchy Woman" z albuma Eagles (soavtor z Donom Henleyjem)
- "Twenty-One" z albuma Desperado
- "Bitter Creek" z albuma Desperado
- "Saturday Night" z albuma Desperado (soavtor z Meisnerjem, Henleyjem in Glennom Freyjem)
- "My Man" from On the Border
- "On The Border" z albuma On the Border (soavtor s Henleyjem in Freyjem)
- "Hollywood Waltz" z albuma One of These Nights (soavtor z bratom Tomom Leadonom in Henleyjem ter Freyjem)
- "Journey Of The Sorcerer" z albuma One of These Nights. Skladba je bila uporabljena kot tema Štoparskega vodnika po galaksiji
- "I Wish You Peace" z albuma One of These Nights (soavtor s Patti Davis)

### Skladbe Eaglesov z Leadonom na glavnem vokalu
- "Train Leaves Here This Morning" z albuma Eagles
- "Earlybird" z albuma Eagles
- "Twenty-One" z albuma Desperado
- "Bitter Creek" z albuma Desperado
- "My Man" z albuma On the Border
- "I Wish You Peace" z albuma One of These Nights'

### Skladbe Eaglesov z Leadonom na solo kitari
- "Take It Easy" z albuma Eagles
- "Most Of Us Are Sad" z albuma Eagles
- "Nightingale" z albuma Eagles
- "Train Leaves Here This Morning" z albuma Eagles
- "Peaceful Easy Feeling" z albuma Eagles
- "Twenty-One" z albuma Desperado
- "Tequila Sunrise" z albuma Desperado
- "Saturday Night" z albuma Desperado
- "Bitter Creek" z albuma Desperado
- "Already Gone" z albuma On the Border intro
- "Midnight Flyer" z albuma On the Border
- "My Man" z albuma On the Border
- "James Dean" z albuma On the Border
- "Best Of My Love" z albuma On the Border
- "Hollywood Waltz" z albuma One of These Nights
- "Journey Of The Sorcerer" z albuma One of These Nights
- "Lyin' Eyes" z albuma One of These Nights
- "I Wish You Peace" z albuma One of These Nights

## Diskografija

### Solo albumi
- Natural Progressions (1977)
- Mirror (2004)

### Eagles
- Eagles (1972)
- Desperado (1973)
- On the Border (1974)
- One of These Nights (1975)
- Their Greatest Hits (1971–1975) (1976)
- Eagles Greatest Hits, Vol. 2 (1982)
- Selected Works: 1972–1999 (2000)
- The Very Best Of (2003)
- Eagles (2005)